# Уилсон, Мара
Мара Элизабет Уилсон (англ. Mara Elizabeth Wilson; род. 24 июля 1987, Бербанк, Калифорния) — американская актриса, наиболее известная по своим ролям в детстве в таких фильмах как «Миссис Даутфайр», «Чудо на 34-й улице» и «Матильда».

## Биография
Мара — старшая дочь инженера телевизионного вещания Майка Уилсона и Сьюзен Шапиро. У неё есть двоюродный брат — консервативный политический комментатор, журналист и публицист Бенджамин Аарон Шапиро, — три старших брата — Дэнни, Джон и Джоэл, — и младшая сестра Анна. Родители познакомились, когда учились в Северо-Западном университете, мать была родом из пригорода Чикаго Нортбрука. 10 марта 1995 года у Сьюзен Шапиро был диагностирован рак молочной железы 4-й стадии. Хотя её подвергли мастэктомии и химиотерапии, болезнь зашла слишком далеко, и 26 апреля 1996 года Сьюзен скончалась в 42 года (на тот момент Маре было 9 лет, и она снималась в «Матильде»).
Участием в съёмках Мара начала интересоваться из-за Дэнни, для которого съёмки были хобби. После участия в нескольких рекламных роликах Мара получила роль в фильме режиссёра Криса Коламбуса «Миссис Даутфайр» в 1993 году, а затем главную роль в одноимённом римейке фильма «Чудо на 34-й улице» Леса Мэйфилда в 1994 году.
В 1995 году актриса получила премию «Молодая звезда года». Роли в прошлых фильмах привлекли внимание Дэнни де Вито и привели к тому, что она снялась в главной роли фильма «Матильда», снятого по очень популярной детской книге Роальда Даля. Уилсон получила премию «Молодой актёр» за роль в фильме «Простое желание» в номинации «Лучшая в художественном фильме ведущая молодая актриса» и премию молодой звезды за фильм «Матильда» в номинации «Лучшая молодая актриса в комедийном фильме». Она была дважды номинирована на премию «Сатурн» за лучшую роль молодой актрисы за фильмы «Матильда» и «Простое желание». Её появление в фильме «Томас и волшебная железная дорога» было последней главной ролью до настоящего времени. Фактически же смерть матери и неподготовленность к обрушившейся на неё в детстве славе стали причиной того, что к 13 годам Мара потеряла интерес к актёрской карьере. В 12 лет у неё было диагностировано обсессивно-компульсивное расстройство.
Мара Уилсон также исполнила песню «Make 'Em Laugh» в 67-й телевизионной передаче церемонии вручения премии «Оскар» 27 марта 1995 года вместе с Тимом Керри и Кэти Нэджими.
Мара посещала Академию Искусств Айдиллуайльда, в 2009 году окончила Школу искусств Тиш при Нью-Йоркском университете. Редко снимаясь будучи взрослой Мара стала больше времени уделять писательству: в 2013 года она написала для юмористического сайта Cracked.com статью «7 причин, почему дети-актёры сходят с ума» (о том, почему, по её мнению, бывшие дети-актёры начинают вести асоциальный образ жизни), а в тот же год на Международном Нью-Йоркском Фестивале «Фриндж» была поставлена написанная ею пьеса «Стадо».
После теракта в ночном гей-клубе в Орландо в июне 2016 года Мара в своём Twitter-аккаунте призналась в бисексуальной ориентации.
Уилсон является двоюродной сестрой политика Бена Шапиро. В 2020 году Уилсон заявила, что не разделяет его политические взгляды и не общается с ним.

## Фильмография
| Год       |     | Русское название                  | Оригинальное название                                  | Роль                                    |
| --------- | --- | --------------------------------- | ------------------------------------------------------ | --------------------------------------- |
| 1993      | ф   | Миссис Даутфайр                   | Mrs. Doubtfire                                         | Натали Хиллард                          |
| 1993      | с   | Мелроуз-Плейс                     | Melrose Place                                          | Никки Петрова                           |
| 1993      | с   | Боб                               | Bob                                                    | Амелия                                  |
| 1994      | тф  | —                                 | A Time to Heal                                         | Барбара Бартон                          |
| 1994      | ф   | Чудо на 34-й улице                | Miracle on 34th Street                                 | Сьюзан Уокер                            |
| 1996      | ф   | Матильда                          | Matilda                                                | Матильда                                |
| 1996      | с   | Жемчужина                         | Pearl                                                  | Саманта Стайн                           |
| 1997      | ф   | Простое желание                   | A Simple Wish                                          | Анабель                                 |
| 1999      | с   | Волшебный мир Дисней              | The Wonderful World of Disney                          | Уиллоу Джонсон                          |
| 1999      | тф  | Ферма воздушных шариков           | Balloon Farm                                           | Уиллоу Джонсон                          |
| 1999      | мс  | Бэтмен будущего                   | Batman Beyond                                          | Тамара                                  |
| 2000      | ф   | Томас и волшебная железная дорога | Thomas and the Magic Railroad                          | Лили                                    |
| 2011      | кор | —                                 | Missed Connection                                      | Битти                                   |
| 2012      | с   | Ностальгирующий критик            | The Nostalgia Critic                                   | в роли самой себя                       |
| 2012      | с   | —                                 | Demo Reel                                              | жена Донни                              |
| 2012—2014 | с   | Ностальгирующая Чика              | The Nostalgia Chick                                    | в роли самой себя                       |
| 2015      | ф   | —                                 | Billie Bob Joe                                         | в роли самой себя                       |
| 2016      | с   | Брод Сити                         | Broad City                                             | официантка                              |
| 2016      | мс  | Конь БоДжек                       | BoJack Horseman                                        | Джилл Пилл                              |
| 2018—2019 | мс  | Город героев: Новая история       | Big Hero 6: The Series                                 | Лив Амара                               |
| 2019—2020 | с   | Добро пожаловать в Найт Вейл      | Welcome to Night Vale                                  | пожилая женщина без лица                |
| 2020      | ф   | —                                 | Our Popcorn Movie Dystopia — Some More News: The Movie | в роли самой себя                       |
| 2020—2021 | мс  | Адский босс                       | Helluva Boss                                           | миссис Мэйберри / дополнительные голоса |
| 2021      | кор | —                                 | Pre-Emptive Defence                                    | Сара                                    |